# Bruno Racua
Bruno Racua Chimay (Ixiamas, Bolivia; 6 de octubre de 1879 – Ixiamas, Bolivia; 17 de marzo de 1932) fue un indígena explorador, combatiente y héroe boliviano que participó durante la guerra del Acre destacándose por su audacia en la batalla de Bahía de 1902.
Racua fue declarado héroe nacional de Bolivia durante el gobierno del presidente Carlos Mesa el 20 de noviembre de 2003. Armado de un arco y una flecha, el 11 de octubre de 1902 se hizo visible la figura de Bruno Racua, que participó y combatió en la Guerra del Acre para posibilitar la victoria boliviana en la batalla de Bahía (actualmente llamado Cobija, capital del departamento de Pando) y de esta manera poder salvar de la invasión brasileña una parte del territorio amazónico boliviano. 

## Biografía
Bruno Racua nació el 6 de octubre de 1879 en la localidad de Ixiamas de la provincia de Iturralde en el departamento de La Paz, Bolivia. Sus padres fueron Clemente Racua y Clotilde Chimay, creció en el seno de una familia numerosa de origen tacana, en la tierra que anteriormente pertenecía al denominado "Territorio de Colonias", actualmente denominado provincia de Iturralde.

## Guerra del Acre (1899-1903)
Debido al conflicto bélico que se había iniciado desde 1899 entre Brasil y Bolivia; durante el año 1902 con la ocupación ilegal de 20 barracas bolivianas de gomas que realizaron los siringueros brasileños, el empresario gomero boliviano Nicolás Suárez Callaú decide reunir y organizar a todos sus trabajadores para preparar la defensa de la barracas de gomas bolivianas. Suárez convocó a una reunión que se llevaría a cabo en la localidad de Porvenir, su barraca mayor.
Allí se organizó la denominada "Columna Porvenir", en la cual Suárez instruyó a su trabajador más destacado, el cual era Bruno Racua, joven de 23 años de edad quien fuera el más experto en el manejo del arco y flecha, se le encomendó la misión de preparar un grupo selecto de flecheros para poder ir dar sorpresa al enemigo y de esa manera poder recuperar la "barraca Bahía" que hasta esos momentos se encontraba aún en manos brasileñas.
Cabe destacar también que el empresario gomero Nicolás Suárez Callaú tenía conocimiento de las habilidades y destrezas que Racua poseía en el arte del manejo de la flecha, es por eso que le dio su mayor confianza. Entretanto, Suárez estaba ocupado organizando la "Columna Porvenir", con un directorio elegido por los propios trabajadores con el objetivo de recuperar Bahía. 
Es entonces que Racua seleccionó, de entre los siringueros, a diez hombres que conocían del manejo de la flecha y los entrenó durante cuatro días, de tal manera que resultaron excelente flecheros. Un contingente de trabajadores apoyados por los arqueros de Racua, marcharon al frente del combate, inundados de un espíritu nacionalista dispuestos a recuperar Bahía a cualquier costo.

### Batalla de Bahía (1902)
La hazaña que convirtió a Bruno Racua en un héroe nacional, ocurrió aproximadamente al mediodía del sábado 11 de octubre de 1902, cuando las tropas bolivianas que se encontraban a orillas del río Acre rumbo a la barraca Bahía, avistaron desde lo lejos el lugar donde el enemigo guardaba la pólvora, armas y municiones.
Fue así que se planeó y se decidió incendiar primeramente el depósito de municiones para que el enemigo quedara sin proyectiles bélicos a la hora de combatir, pero el problema radicaba en que el fortín brasileño se encontraba al otro lado del río y estaba fuertemente custodiado. 
Sin embargo, debido a la genialidad de Racua, este decide prender fuego a la punta de su flecha, y seguidamente, con su arco lanzarla con tal precisión directamente al depósito de municiones y pólvora que se encontraba al otro lado del río, comenzando rápidamente a incendiarse y explotando dicha instalación. Luego, se viene con todo su arsenal el ataque de la columna Porvenir conformada mayormente por nativos tacanas, una lluvia de flechas cae sobre el fortín enemigo, lo que ocasiona bajas y cunde el caos en la barraca de los filibusteros que tan sólo atinan a decir: "indios, son los indios, corran...", preso por el miedo, el enemigo se dispersa y finalmente las tropas brasileñas emprenden la huida despavorida. Esta expulsión del invasor provoca la recuperación de la barraca Bahía (Hoy en día llamada Cobija).

## Posguerra
Según el historiador Irguen Rosas Escobar, una vez terminada la Guerra del Acre, Bruno Racua decide volver a su lugar de origen donde se casó y vivió apaciblemente en su tierra natal, en compañía de su primera esposa, la señora de origen tacana: Antonia Buchapi, posteriormente y luego de quedar viudo, contrae segundas nupcias con la señora: Claudina Mamio, un 13 de junio de 1931, según consta en los registros de la parroquia de Ixiamas, Bruno estableció su vivienda a orillas del arroyo Duniro, el cual se encontraba lejos del pueblo y cerca de la comunidad de macahua.
Es importante destacar que pese a que nuestro héroe tuvo dos mujeres, no se conoce descendiente directo; es decir, no tuvo hijos.
En el lugar también tenía su chacra con sembradíos de plátano, yuca, maíz y además cultivaba café. La familia también poseía unas cuantas cabezas de ganado vacuno que Racua había logrado adquirir con el dinero que ganó de su trabajo en las tierras gomeras. En el pueblo de Ixiamas, en el departamento de La Paz, Racua tenía también otra vivienda en la cual se dedicaba a la carpintería, pues contaba con elementos necesarios de la época para trabajar con madera, como una sierra manual de gran tamaño para cortar árboles, la cual era operada por dos hombres.

## Muerte
Los datos históricos proporcionados por el mismo autor de la biografía, Irguen Rosas Escobar, señalan que Bruno Racua falleció el 17 de marzo de 1932 a sus 52 años de edad. Todos los bienes del difunto pasaron a manos del señor Julián Uzquiano en calidad de custodio y toda vez que este se comprometió con la manutención de la viuda.
Ese año, la población de Ixiamas le rindió honores que le correspondían como héroe ya que durante su entierro, su ataúd fue cubierto con la bandera tricolor de Bolivia. Hubo de 4 a 6 hombres armados de la población quienes escoltaron el féretro que fue trasladado a un humilde nicho del cementerio las Malvinas del municipio de Ixiamas, lugar donde actualmente descansa los restos del reconocido líder indígena tacana.

## Declaración de héroe nacional

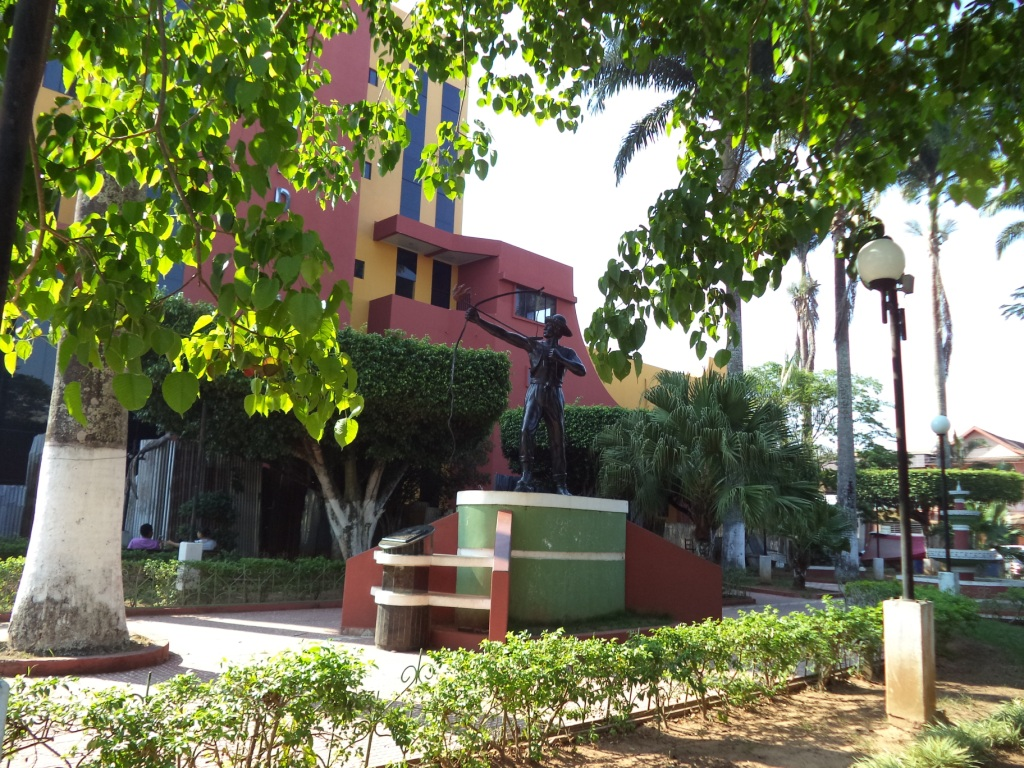
Monumento al combatiente Bruno Racua en la ciudad boliviana de Cobija.

En noviembre de 2003, 73 años después de su muerte y 101 años después de su hazaña, durante el gobierno del presidente Carlos Mesa y mediante Ley de la República N°2557, Racua fue declarado "Héroe Nacional" como justo reconocimiento y homenaje a su valor demostrado en la Batalla de Bahía el año 1902, pues gracias a su participación se logró la consolidación de la soberanía territorial boliviana en el norte del país. 
En 2012, en un pequeño acto en la tumba del héroe, en el marco del tercer Foro Amazónico, autoridades departamentales y locales del municipio le rindieron homenaje con la promesa de mejorar las condiciones de vida de la población del lugar.

### Asesinato del bisnieto de Bruno Racua
El 11 de septiembre de 2008 fue asesinado en la Masacre de Porvenir Bernardino Racua, bisnieto del héroe nacional Bruno Racua.